# Vlag van Oudergem
De vlag van Oudergem is op 6 januari 1925 bij raadsbesluit vastgesteld als de vlag van de Brusselse gemeente Oudergem.

## Beschrijving
De beschrijving van de vlag luidt:
Verdeeld in drie velden, blauw (linkerbovenhelft), groen (linkeronderhelft) en rood (rechterhelft).

## Symboliek
De drie kleuren hebben elk een symbolische betekenis.
- Groen staat voor het bos dat het grondgebied in de Middeleeuwen bedekte.
- Blauw voor de mantel van de Maagd.
- Rood voor het veld waarop de armen van de abdij van Rouge-Cloître zijn geplaatst (een kroon gekruist door twee handpalmen en een zwaard).

De kleuren van de vlag zijn afkomstig van het gemeentewapen.